# Liste der denkmalgeschützten Objekte in Hallein-Au
Die Liste der denkmalgeschützten Objekte in Hallein-Au enthält das eine denkmalgeschützte, unbewegliche Objekt der Katastralgemeinde Au der Stadt Hallein im salzburgischen Bezirk Hallein.

## Denkmäler
| Foto |                 | Denkmal                                                               | Standort                                   | Beschreibung                                          | Metadaten |
| ---- | --------------- | --------------------------------------------------------------------- | ------------------------------------------ | ----------------------------------------------------- | --- |
| ja   | Datei hochladen | Wegkapelle beim Hofbräu Kaltenhausen HERIS-ID: 14460 Objekt-ID: 10695 | Braumeisterweg 2, nördlich Standort KG: Au | Kapelle mit Walmdach und Mariendarstellungen, um 1717 | BDA-Hist.: Q37757816 Status: Bescheid Stand der BDA-Liste: 2025-06-30 Name: Wegkapelle beim Hofbräu Kaltenhausen GstNr.: 327/5 Wegkapelle Kaltenhausen |